# 방판뮤직 어디든 가요
방판뮤직 어디든 가요는 KBS 2TV에서 방영하는 예능 프로그램이다. 나라는 가수의 스핀오프 프로그램이다.

## 기획의도
한국의 다양한 장소 및 시민들의 노래 프로그램.

## 출연진
- 이찬원
- 웬디
- 한해
- 구름
- 자이로
- 포레스텔라

## 게스트
- 김현정
- 백호
- 대니구
- 소항
- 이기찬
- 간미연